# Aire métropolitaine de Rome

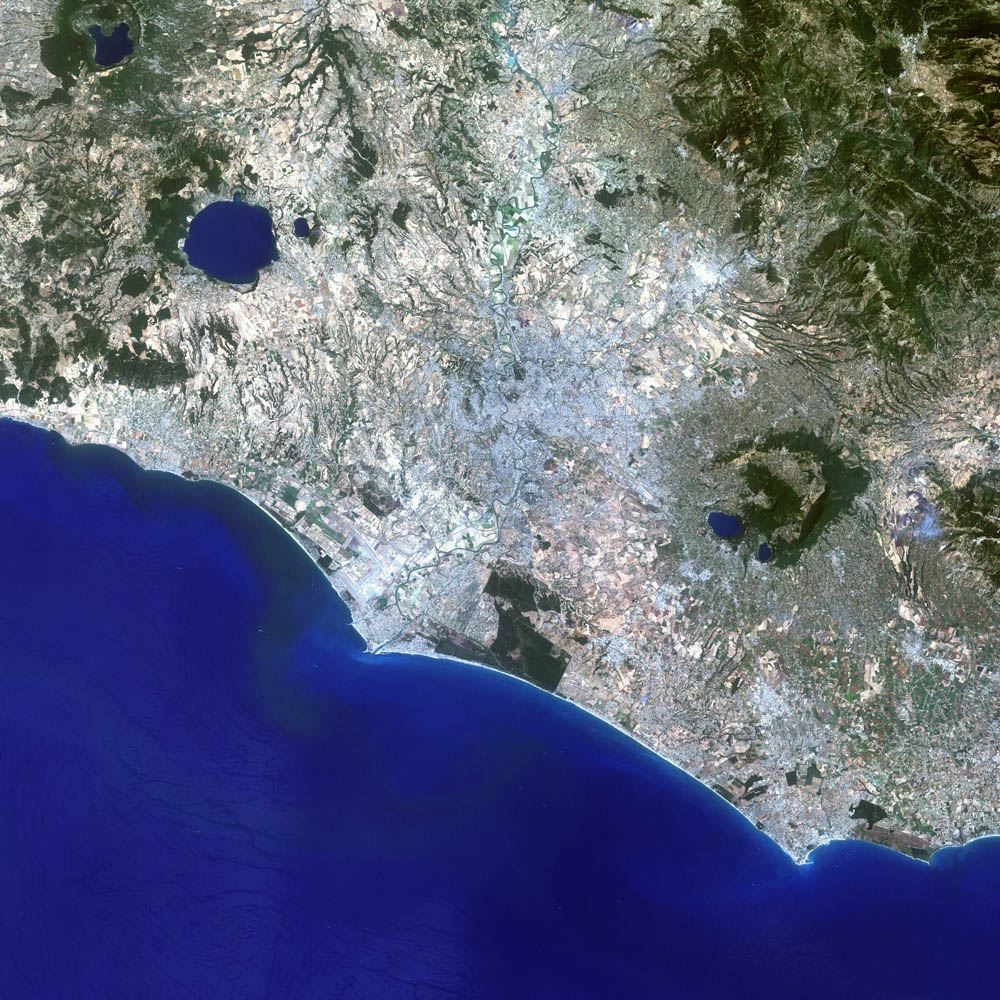
Image satellite de la région métropolitaine de Rome

L'Aire métropolitaine de Rome est l'agglomération centrée autour de la ville de Rome, la capitale italienne, dans le Latium, Italie centrale.
La population totale de la ville métropolitaine de Rome Capitale est de 4 600 000 habitants. C'est la deuxième aire métropolitaine en Italie après Milan. La population de la ville de Rome seule est de 2 745 000 habitants.
L'aire métropolitaine est strictement statistique et n'implique aucune forme d'unité administrative ou de fonction.

## Composition
La zone métropolitaine de Rome inclut la ville de Rome et 39 communes. Les plus importantes de celles-ci par la population sont Guidonia Montecelio, Aprilia, Fiumicino, Tivoli, Ciampino et Velletri, comme le montre le tableau suivant.
| Province                              | Commune             | Aire (en km²) | Population(1) |
| ------------------------------------- | ------------------- | ------------- | ------------- |
| Latium                                |                     |               |               |
| ville métropolitaine de Rome Capitale | Rome                | 1.285         | 2.705.317     |
| ville métropolitaine de Rome Capitale | Albano Laziale      | 23,8          | 39.137        |
| ville métropolitaine de Rome Capitale | Anguillara Sabazia  | 74,91         | 17.987        |
| ville métropolitaine de Rome Capitale | Ardea               | 50            | 39.626        |
| ville métropolitaine de Rome Capitale | Ariccia             | 18            | 18.083        |
| ville métropolitaine de Rome Capitale | Artena              | 54            | 13.380        |
| ville métropolitaine de Rome Capitale | Castel Madama       | 28,5          | 7.343         |
| ville métropolitaine de Rome Capitale | Castel Gandolfo     | 14            | 8.786         |
| ville métropolitaine de Rome Capitale | Cerveteri           | 134,43        | 34.912        |
| ville métropolitaine de Rome Capitale | Ciampino            | 11            | 37.938        |
| ville métropolitaine de Rome Capitale | Colonna             | 3,5           | 3.707         |
| ville métropolitaine de Rome Capitale | Fiumicino           | 222           | 65.088        |
| ville métropolitaine de Rome Capitale | Fonte Nuova         | 20,1          | 26.802        |
| ville métropolitaine de Rome Capitale | Formello            | 31            | 11.912        |
| ville métropolitaine de Rome Capitale | Frascati            | 22            | 20.764        |
| ville métropolitaine de Rome Capitale | Gallicano nel Lazio | 26            | 5.707         |
| ville métropolitaine de Rome Capitale | Genazzano           | 32            | 5.881         |
| ville métropolitaine de Rome Capitale | Genzano di Roma     | 18            | 23.356        |
| ville métropolitaine de Rome Capitale | Grottaferrata       | 18            | 20.709        |
| ville métropolitaine de Rome Capitale | Guidonia Montecelio | 79            | 79.211        |
| ville métropolitaine de Rome Capitale | Labico              | 11,8          | 5.571         |
| ville métropolitaine de Rome Capitale | Ladispoli           | 26            | 38.874        |
| ville métropolitaine de Rome Capitale | Lanuvio             | 43,9          | 12.296        |
| ville métropolitaine de Rome Capitale | Lariano             | 27            | 12.119        |
| ville métropolitaine de Rome Capitale | Marino              | 26            | 38.478        |
| ville métropolitaine de Rome Capitale | Mentana             | 24            | 20.066        |
| ville métropolitaine de Rome Capitale | Monte Compatri      | 24,4          | 9.828         |
| ville métropolitaine de Rome Capitale | Monte Porzio Catone | 9,4           | 8.827         |
| ville métropolitaine de Rome Capitale | Monterotondo        | 40            | 37.916        |
| ville métropolitaine de Rome Capitale | Pomezia             | 107           | 57.254        |
| ville métropolitaine de Rome Capitale | San Cesareo         | 22            | 12.538        |
| ville métropolitaine de Rome Capitale | Palestrina          | 46,8          | 19.455        |
| ville métropolitaine de Rome Capitale | Rocca Priora        | 28            | 11.600        |
| ville métropolitaine de Rome Capitale | Tivoli              | 68            | 53.095        |
| ville métropolitaine de Rome Capitale | Sant'Angelo Romano  | 21            | 4.195         |
| ville métropolitaine de Rome Capitale | Rocca di Papa       | 40            | 15.019        |
| ville métropolitaine de Rome Capitale | Valmontone          | 40            | 14.555        |
| ville métropolitaine de Rome Capitale | Velletri            | 113           | 51.925        |
| ville métropolitaine de Rome Capitale | Zagarolo            | 28            | 16.427        |
| Province de Latina                    | Aprilia             | 177,70        | 67.440        |
| TOTAL                                 | TOTAL               | 3.089,24      | 3.693.124     |